# Opselater costae
Opselater costae là một loài bọ cánh cứng trong họ Elateridae. Loài này được Rosa miêu tả khoa học năm 2004.